# Алексинский, Григорий Алексеевич
Григорий Алексеевич Алексинский (16 сентября 1879, Ботлих, Андийский округ, — 4 октября 1967, Париж) — русский революционер, социал-демократ, большевик (1905—1908). В 1917 боролся с большевизмом. С 1919 г. в эмиграции.

## Биография
Григорий Алексинский родился в 1879 году в Дагестане в семье врача.
Окончив в 1898 году с золотой медалью Ярославскую гимназию, он поступил на историко-филологический факультет Московского университета. За участие в беспорядках дважды — в 1899 и 1902 годах — исключался из университета. В первый раз был выслан из Москвы, во второй — приговорён к полугодовому тюремному заключению. Освобождённый досрочно, жил в Ярославле. В 1904 году сдал в Московском университете выпускные экзамены.
Член РСДРП, в 1905—1907 годах — большевик. В 1905 году работал в московской организации большевиков агитатором. После октября 1905 года переехал в Санкт-Петербург. Член ЦК РСДРП, сотрудник большевистских изданий «Волна», «Вестник жизни», «Новая жизнь» и др.
Весной 1906 года был направлен в Екатеринослав, где избран делегатом IV съезда партии (1906). В июле — августе 1906 года в Москве, член Центрального областного бюро РСДРП. 17 августа 1906 года арестован, но по болезни выпущен. В 1907 году депутат II Государственной думы, избран по рабочей курии от Санкт-Петербурга.

### Первая эмиграция
1 июня 1907 года П. А. Столыпин огласил во II Государственной Думе ультиматум, в котором, под угрозой роспуска Думы, потребовал отстранения от участия в заседаниях Думы 55 социал-демократических депутатов и предания суду 16 из них (см. Третьеиюньский переворот); Алексинский входил в число последних 16 лиц. Алексинский, с начала мая находившийся в Лондоне на V съезде РСДРП как делегат с совещательным голосом, случайно задержался с возвращением в Россию, и в отличие от многих товарищей по партии, избежал ареста. После этого Алексинский, превратившийся в разыскиваемого полицией преступника, уже не мог вернуться в Россию, и до Февральской революции находился в эмиграции.
После короткой, но довольно тяжелой распри между Богдановым и Алексинским первый покинул группу „Вперед", и после этого Алексинский развил до кульминационного пункта свои выдающиеся способности дезорганизатора: ему удалось постепенно поссориться и отколоть от нас тов. Менжинского, Покровского и в конце концов самым нелепым и довольно гнусным образом порвать также и со мной.
Участник Штутгартского (1907) и Базельского (1912) конгрессов II Интернационала. В 1909 году Алексинский, вместе с А. А. Богдановым, возглавляет группу «Вперёд». В качестве представителя группы принимал участие в Венской конференции РСДРП (1912), Брюссельской «объединительной» конференции российской социал-демократии (1914).
В годы Первой мировой войны занимает «оборонческую» позицию на крайнем правом фланге российской социал-демократии, вместе с Г. В. Плехановым, А. А. Аргуновым и др. издаёт в Париже социал-патриотический журнал «Призыв» и сотрудничает в «Русской воле», газете, издававшейся в 1916 году октябристом А. Д. Протопоповым. Уже в Париже специализировался на поисках германских агентов, чем заработал себе дурную репутацию; как утверждал Л. Д. Троцкий, все журналистские организации Парижа исключили Алексинского из своих рядов как клеветника. По этой же причине по возвращении в Россию товарищи по партии — меньшевики не допустили его в Петроградский совет.

### Революция 1917 года
После Февральской революции возвратился в Россию. Примкнул к плехановской группе «Единство». По поводу отношения к нему социалистических партий Н. Н. Суханов рассказывал: «В один прекрасный день явился небезызвестный втородумец Алексинский и, основываясь на своём депутатском звании, требовал допущения его в Исполнительный комитет. Однако после обсуждения ввиду его прошлой деятельности, не в пример прочим, ему было отказано…».
Активно выступал на митингах.
Вёл систематическую агитацию против большевиков. 5 (18) июля вместе с правым эсером Панкратовым обнародовал в бульварной газете «Живое слово» показания прапорщика Ермоленко, призванные изобличить В. И. Ленина в связях с германской разведкой. В дальнейшем расширил круг «германских агентов», включив в него и меньшевиков, что заставило Фёдора Дана заявить в «Известиях» (официальном органе ЦИК и Петроградского совета) протест: «Пора положить конец подвигам человека, официально объявленного бесчестным клеветником».
Разоблачение Алексинским большевиков произвело большое впечатление в войсках Петроградского гарнизона. На собрании представителей полковых комитетов в Преображенском полку Алексинский, поднявшись на трибуну, и повернувшись к присутствующим членам Совета рабочих и солдатских депутатов, жестоко отчитал их, красноречиво доказывая, что «единения быть не может и что мы Россию не спасем, пока Совет в своей среде укрывает большевиков. Пускай изгонит из Таврического дворца эти гнусные элементы, — тогда мы сможем протянуть нашу руку Совету для совместной работы по установлению порядка на Руси. Пока это не сделано, все речи членов Совета он считает лживыми и фальшивыми».
8 июля 1917 года практически единогласно Алексинский был выбран в Петроградский совет от Управления служб пути и тяги Северо-Западных железных дорог. Однако на этом история не закончилась. Получив утверждение своих новых полномочий от мандатной комиссии Нарвского района Петрограда, Алексинский не был, в свою очередь, утверждён в качестве депутата аналогичной комиссией Исполнительного комитета столичного Совета. В связи с этим состоявшееся 20—24 июля Совещание делегатов Всероссийской социал-демократической организации «Единство» приняло соответствующее постановление с протестом против такого решения, в котором оно усмотрело «новое проявление той тактики систематического преследования, которой придерживаются по отношению к организации „Единство“ так называемые „интернационалисты“».

### Вторая эмиграция
В 1918 году Алексинский был арестован ВЧК, но, отпущенный на поруки, поступил на советскую службу.
В 1919 году пробрался в Эстонию, с этого времени в эмиграции. Член Константинопольского Русского Совета. В 1920 году заочно судим Верховным ревтрибуналом по делу «Тактического центра», признан виновным в контрреволюционных заговорах и лишён права въезда в Советскую Россию.
Был председателем Русского Совета в Париже. Сотрудничал в газетах «Общее дело», «Русская газета».
Передал Бахметьевскому архиву Колумбийского университета материалы ЦК РСДРП(б). Похоронен на Кладбище Сент-Женевьев-де-Буа. Некоторые бумаги Алексинского хранятся в библиотеке Гарвардского университета.

## Семья
- Был женат на Татьяне Ивановне Евтихиевой (1886—1968)[12].
- Сын — Григорий (1908—2000)[13].

## Сочинения
- Modern Russia (1913)
- Russia and the great war (1915)
- Russia and Europe (1917)
- La Russie Moderne. Paris. 1915.
- La Russie et la guerre. Paris. 1916.
- La Russie et l’Europe. Paris. 1917.
- Du tsarisme au communisme. Paris. 1923.
- Bilan d’une experience. Un quart de siecle de regime communiste. 1941.
- Isba de l’oncle Ivan. 1943.